# Templeuve-en-Pévèle
Templeuve-en-Pévèle is een gemeente in het Franse Noorderdepartement (Frans: département du Nord) (regio Hauts-de-France). De gemeente telde op 1 januari 2022 6.979 inwoners en maakt deel uit van het arrondissement Rijsel.

## Geschiedenis
Op 18 november 2016 werd de naam van de gemeente officieel veranderd van Templeuve naar Templeuve-en-Pévèle.

## Geografie
De oppervlakte van Templeuve bedroeg op 1 januari 2022 15,84 vierkante kilometer; de bevolkingsdichtheid was toen 440,6 inwoners per km².

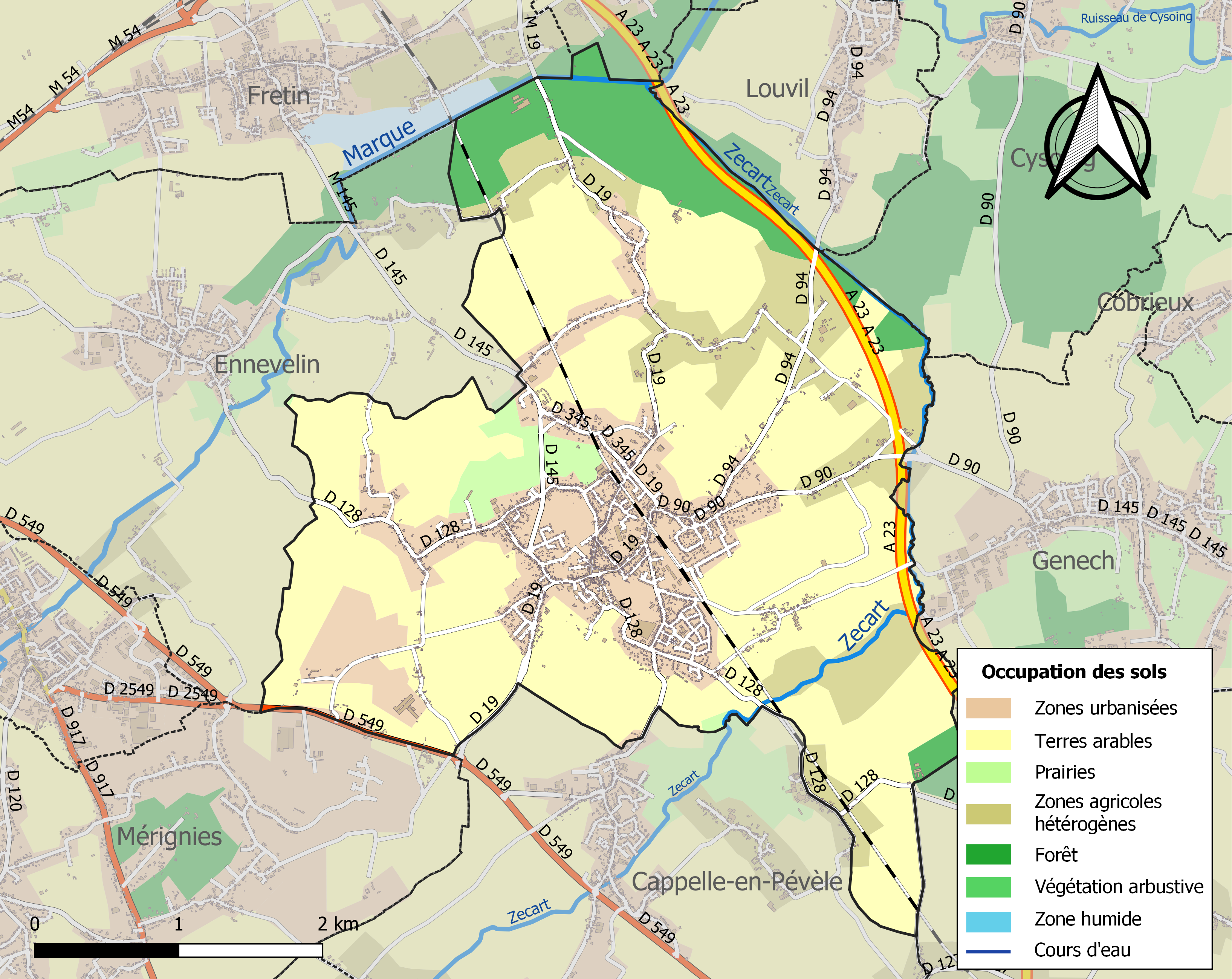
Kaart van de gemeente met belangrijkste infrastructuur, bodemgebruik en omliggende gemeenten

## Bezienswaardigheden
- De Église Saint-Martin

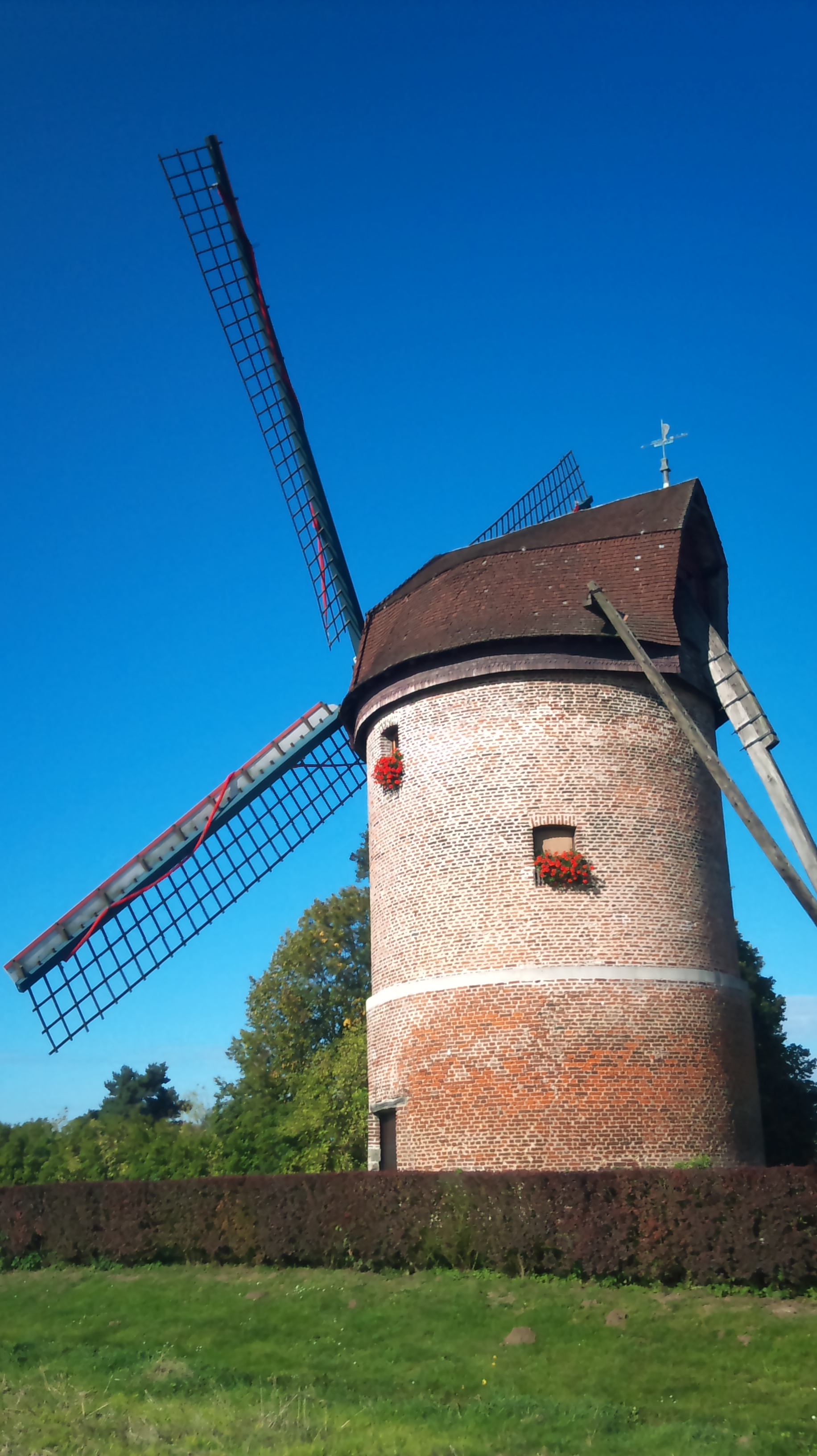
Moulin de Vertain

- Het gemeentehuis van architect Louis Bonnier uit 1893, ingeschreven als monument historique in 2002
- De Moulin de Vertain, een windmolen die al in de 14de eeuw werd vermeld, in zijn huidige vorm daterend uit de 17de eeuw.
- Op de gemeentelijke begraafplaats van Templeuve-en-Pévèle bevinden zich twee Britse oorlogsgraven uit de Tweede Wereldoorlog.

## Demografie
Onderstaande figuur toont het verloop van het inwonertal.

## Verkeer en vervoer
In de gemeente staat het Station Templeuve langs de spoorlijn Fives - Hirson. Vroeger takte hier ook de spoorlijn Templeuve - Don-Sainghin af. Over het oosten van het grondgebied loopt de autosnelweg A23.